# Krobo Odumase
Krobo Odumase je ghanské město ležící ve Východním regionu. Basilejská misie zde od roku 1857 vedla školu. V roce 1892, v době kdy se Emmanuel Mate Kole stal konorem, se Krobo Odumase stalo hlavním městem oblasti Manya Krobo.
Město je známé výrobou skleněných korálků. V roce 2009 se zde konal první ghanský mezinárodní festival korálků. Konají se zde také pravidelné trhy nabízející toto zboží.
Narodil se zde fotbalový reprezentant Thomas Partey, který hrál mimo jiné za Atlético Madrid a Arsenal.